# Batawski plan nauczania
Batawski plan nauczania (Batavia Plan) – system dydaktyczno-wychowawczy opracowany na początku XX w. przez Johna Kennedy’ego. Miejscem realizacji było miasto Batavia w USA. Plan zakładał uzupełnianie zajęć klasowo-lekcyjnych przez indywidualne zajęcia uczniów prowadzone pod kierunkiem nauczyciela.
Celem planu batawskiego było połączenie nauczania masowego z indywidualnym poprzez poświęcenie przez nauczycieli połowy czasu pracy na zajęcia z całą klasą, a drugiej połowy na zajęcia z pojedynczymi uczniami. Plan batawski stał się punktem wyjścia dla tzw. nauczania pod kierunkiem (supervised study).